# Ян Вацлав Воржішек

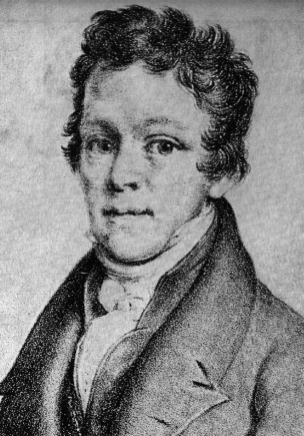
Ян Вацлав Воржішек

Ян Вацлав Гуґо Воржішек (11 травня 1791, Вамберк — 19 листопада 1825, Відень) — чеський композитор, піаніст і органіст.

## Біографія
Воржішек народився у Вамберку в родині директора школи, хормейстера та органіста. Будучи обдарованою дитиною, він почав виступати на публіку по чеських містах у віці дев'яти років. Батько навчав його музики, заохочував гру на фортепіано і допоміг йому отримати стипендію на навчання в Карловому університеті в Празі. Також Воржішек брав уроки по фортепіано та композиції у Томашека.
У 1813 році переїхав до Відня, щоб вивчати право. Там він зустрівся із багатьма іншими відомими композиторами Луї Шпором, Іґнацом Мошелесом, Йоганном Непомуком Гуммелем і Францом Шубертом, з якими він заприятелював.
У 1822 закінчив вивчати право; потім працював у воєнній канцелярії двору.
Воржішек став відомим композитором оркестрової, вокальної та фортепіанної музики. У 1818 році він став диригентом Товариства друзів музики (Gesellschaft der Musikfreunde). У 1823 році він отримав роботу в імператорському дворі як органіст і почав викладати фортепіано. Його учні були також люди з вищого рівня, особливо герцоґ Закупський, Наполеон II, званий Орлятко, син Наполеона і Марії-Луїзи.
Захворів на туберкульоз. Не допоміг йому навіть лікувальний тур в Грац в 1824 році. Помер у 1825 році у віці 34 років. Був похований на кладовищі у Верінгу, де пізніше були поховані Франц Шуберт і Людвіг ван Бетховен. На місці поховання тепер простягається парк, що носить ім'я Франца Шуберта. Останки Шуберта і Бетовена згодом були перенесені в Центральне кладовище (Zentralfriedhof) Відня.